# Manganocromita
La manganocromita es la forma mineral de un óxido de manganeso y cromo de composición MnCr2O4, considerado también como (Mn,Fe2+)(Cr,V)2O4.
Su nombre hace referencia al manganeso en su composición y a su relación con la magnesiocromita (MgCr2O4).

## Propiedades
La manganocromita es un mineral opaco de color negro grisáceo y brillo metálico.
Con luz reflejada adquiere coloración gris parduzca.
Tiene dureza 5,5 en la escala de Mohs y una densidad de 4,86 g/cm³.
Cristaliza en el sistema isométrico, clase hexcaoctaédrica (4/m 3 2/m).
Contiene un 35% de cromo y un 19% de manganeso; en menor medida puede incluir vanadio (11%) y hierro (6,3%). Como impurezas pueden encontrarse zinc y titanio.
Es miembro del subgrupo de la espinela y forma una serie mineralógica con la vuorelainenita (Mn2+V3+2O4).

## Morfología y formación
La manganocromita forma granos de seis lados cuyo tamaño es de 10 μm.
En la localidad tipo este mineral está presente en una veta de colapso en un depósito de pirita sometido a metamorfismo. Asimismo, se le ha encontrado en un depósito de sulfuro de hierro sometido a metamorfismo y asociado a vulcanismo submarino.
Suele aparecer asociado a pirrotita, rutilo, diópsido, vuorelainenita, blenda y alabandite.

## Yacimientos
La localidad tipo de la manganocromita está en los montes Lofty (Australia Meridional). El emplazamiento es una antigua cantera de pirita cerca de Brukunga utilizada para la producción de azufre en la década de 1960.
En Europa existen varios depósitos de este mineral, en la mina Sätra (Östergötland, Suecia), en las montañas Vourinos (Macedonia Occidental, Grecia) y en El Molar (Tarragona, España); en este último enclave se intentaron explotar óxidos de manganeso procedentes de la alteración de silicatos.